# Weltmeisterschaften im Gewichtheben 2006
Die Weltmeisterschaften im Gewichtheben 2006 fanden vom 30. September 2006 bis zum 7. Oktober 2006 in Santo Domingo, Dominikanische Republik statt.

## Männer

### Klasse bis 56 kg
| Disziplin | Disziplin | Gold                  | Gold   | Silber                | Silber | Bronze                | Bronze |
| --------- | --------- | --------------------- | ------ | --------------------- | ------ | --------------------- | ------ |
| -56 kg    | Zweikampf | Li Zheng              | 280 kg | Sergio Álvarez Boulet | 279 kg | Hoàng Anh Tuấn        | 276 kg |
| -56 kg    | Reißen    | Li Zheng              | 128 kg | Hoàng Anh Tuấn        | 124 kg | Sergio Álvarez Boulet | 123 kg |
| -56 kg    | Stoßen    | Sergio Álvarez Boulet | 156 kg | Lee Jong-hoon         | 155 kg | Hoàng Anh Tuấn        | 152 kg |

### Klasse bis 62 kg
| Disziplin | Disziplin | Gold   | Gold   | Silber           | Silber | Bronze                 | Bronze |
| --------- | --------- | ------ | ------ | ---------------- | ------ | ---------------------- | ------ |
| -62 kg    | Zweikampf | Qiu Le | 308 kg | Óscar Figueroa   | 297 kg | Diego Salazar          | 295 kg |
| -62 kg    | Reißen    | Qiu Le | 140 kg | Óscar Figueroa   | 137 kg | Israel Rubio           | 133 kg |
| -62 kg    | Stoßen    | Qiu Le | 168 kg | Manuel Minginfel | 165 kg | Diego Fernando Salazar | 164 kg |

### Klasse bis 69 kg
| Disziplin | Disziplin | Gold            | Gold   | Silber          | Silber | Bronze          | Bronze |
| --------- | --------- | --------------- | ------ | --------------- | ------ | --------------- | ------ |
| -69 kg    | Zweikampf | Vencelas Dabaya | 332 kg | Shi Zhiyong     | 327 kg | Demir Demirev   | 318 kg |
| -69 kg    | Reißen    | Shi Zhiyong     | 150 kg | Mete Binay      | 147 kg | Vencelas Dabaya | 146 kg |
| -69 kg    | Stoßen    | Vencelas Dabaya | 186 kg | Armen Ghasarjan | 178 kg | Shi Zhiyong     | 177 kg |

### Klasse bis 77 kg
| Disziplin | Disziplin | Gold                | Gold   | Silber            | Silber | Bronze            | Bronze |
| --------- | --------- | ------------------- | ------ | ----------------- | ------ | ----------------- | ------ |
| -77 kg    | Zweikampf | Taner Sağır         | 361 kg | Li Hongli         | 359 kg | Ara Chatschatrjan | 357 kg |
| -77 kg    | Reißen    | Li Hongli           | 167 kg | Taner Sağır       | 166 kg | Ara Chatschatrjan | 165 kg |
| -77 kg    | Stoßen    | Oleg Perepetschenow | 198 kg | Vladislav Lukanin | 197 kg | Taner Sağır       | 195 kg |

### Klasse bis 85 kg
| Disziplin | Disziplin | Gold           | Gold   | Silber                    | Silber | Bronze                    | Bronze |
| --------- | --------- | -------------- | ------ | ------------------------- | ------ | ------------------------- | ------ |
| -85 kg    | Zweikampf | Andrej Rybakou | 383 kg | Aslambek Edijew           | 373 kg | Tigran Wardan Martirosjan | 370 kg |
| -85 kg    | Reißen    | Andrej Rybakou | 180 kg | Tigran Wardan Martirosjan | 172 kg | Aslambek Edijew           | 172 kg |
| -85 kg    | Stoßen    | Andrej Rybakou | 203 kg | Roman Khamatchin          | 203 kg | Aslambek Edijew           | 201 kg |

### Klasse bis 94 kg
| Disziplin | Disziplin | Gold               | Gold   | Silber           | Silber | Bronze             | Bronze |
| --------- | --------- | ------------------ | ------ | ---------------- | ------ | ------------------ | ------ |
| -94 kg    | Zweikampf | Ilja Iljin         | 392 kg | Szymon Kołecki   | 392 kg | Roman Konstantinow | 392 kg |
| -94 kg    | Reißen    | Roman Konstantinow | 177 kg | Muchamat Sosajew | 176 kg | Ilja Iljin         | 175 kg |
| -94 kg    | Stoßen    | Szymon Kołecki     | 219 kg | Ilja Iljin       | 217 kg | Cobas Y. Hernandez | 216 kg |

### Klasse bis 105 kg
| Disziplin | Disziplin | Gold           | Gold   | Silber         | Silber | Bronze        | Bronze |
| --------- | --------- | -------------- | ------ | -------------- | ------ | ------------- | ------ |
| -105 kg   | Zweikampf | Marcin Dołęga  | 415 kg | Dmitri Lapikow | 414 kg | Dmitri Klokow | 406 kg |
| -105 kg   | Reißen    | Dmitri Lapikow | 194 kg | Marcin Dołęga  | 193 kg | Dmitri Klokow | 188 kg |
| -105 kg   | Stoßen    | Marcin Dołęga  | 222 kg | Dmitri Lapikow | 220 kg | Robert Dołęga | 219 kg |

### Klasse über 105 kg
| Disziplin | Disziplin | Gold              | Gold   | Silber        | Silber | Bronze             | Bronze |
| --------- | --------- | ----------------- | ------ | ------------- | ------ | ------------------ | ------ |
| 105+ kg   | Zweikampf | Hossein Rezazadeh | 448 kg | Artem Udachyn | 439 kg | Dong Feng          | 437 kg |
| 105+ kg   | Reißen    | Hossein Rezazadeh | 202 kg | Artem Udachyn | 199 kg | Viktors Ščerbatihs | 198 kg |
| 105+ kg   | Stoßen    | Hossein Rezazadeh | 246 kg | Dong Feng     | 245 kg | Ehssan M. Attia    | 241 kg |

## Frauen

### Klasse bis 48 kg
| Disziplin | Disziplin | Gold      | Gold   | Silber            | Silber | Bronze            | Bronze |
| --------- | --------- | --------- | ------ | ----------------- | ------ | ----------------- | ------ |
| -48 kg    | Zweikampf | Yang Lian | 217 kg | Aree Wiratthaworn | 188 kg | Hiromi Miyake     | 188 kg |
| -48 kg    | Reißen    | Yang Lian | 98 kg  | Aree Wiratthaworn | 85 kg  | Swetlana Uljanowa | 83 kg  |
| -48 kg    | Stoßen    | Yang Lian | 119 kg | Hiromi Miyake     | 108 kg | Swetlana Uljanowa | 105 kg |

- Yang verbesserte Nurcun Taylans Weltrekord im Reißen von 97 kg auf 98 kg, den Weltrekord im Stoßen von Wang Mingjuan von 118 kg auf 119 kg sowie Wangs Weltrekord im Zweikampf von 213 kg auf 217 kg.

### Klasse bis 53 kg
| Disziplin | Disziplin | Gold        | Gold   | Silber              | Silber | Bronze              | Bronze |
| --------- | --------- | ----------- | ------ | ------------------- | ------ | ------------------- | ------ |
| -53 kg    | Zweikampf | Qiu Hongxia | 226 kg | Raema Lisa Rumbewas | 210 kg | Chaleephay Suda     | 207 kg |
| -53 kg    | Reißen    | Qiu Hongxia | 98 kg  | Raema Lisa Rumbewas | 95 kg  | Chaleephay Suda     | 92 kg  |
| -53 kg    | Stoßen    | Qiu Hongxia | 128 kg | Chaleephay Suda     | 115 kg | Raema Lisa Rumbewas | 115 kg |

- Qiu verbesserte Li Xuejius Weltrekord im Stoßen von 127 kg auf 128 kg sowie Yang Xias Weltrekord im Zweikampf von 225 kg auf 226 kg.

### Klasse bis 58 kg
| Disziplin | Disziplin | Gold                | Gold   | Silber              | Silber | Bronze              | Bronze |
| --------- | --------- | ------------------- | ------ | ------------------- | ------ | ------------------- | ------ |
| -58 kg    | Zweikampf | Qiu Hongmei         | 237 kg | Swetlana Zarukajewa | 233 kg | Wandee Kameaim      | 230 kg |
| -58 kg    | Reißen    | Swetlana Zarukajewa | 108 kg | Qiu Hongmei         | 107 kg | Wandee Kameaim      | 100 kg |
| -58 kg    | Stoßen    | Wandee Kameaim      | 130 kg | Qiu Hongmei         | 130 kg | Swetlana Zarukajewa | 125 kg |

### Klasse bis 63 kg
| Disziplin | Disziplin | Gold            | Gold   | Silber             | Silber | Bronze          | Bronze |
| --------- | --------- | --------------- | ------ | ------------------ | ------ | --------------- | ------ |
| -63 kg    | Zweikampf | Quyang Xiaofang | 246 kg | Swetlana Schimkowa | 241 kg | Meline Dalusjan | 232 kg |
| -63 kg    | Reißen    | Quyang Xiaofang | 110 kg | Swetlana Schimkowa | 108 kg | Meline Dalusjan | 105 kg |
| -63 kg    | Stoßen    | Quyang Xiaofang | 136 kg | Swetlana Schimkowa | 133 kg | Meline Dalusjan | 127 kg |

### Klasse bis 69 kg
| Disziplin | Disziplin | Gold            | Gold   | Silber                | Silber | Bronze                | Bronze |
| --------- | --------- | --------------- | ------ | --------------------- | ------ | --------------------- | ------ |
| -69 kg    | Zweikampf | Oksana Sliwenko | 263 kg | Tatjana Matwejewa     | 245 kg | Jean Elisabeth Lassen | 238 kg |
| -69 kg    | Reißen    | Oksana Sliwenko | 123 kg | Liu Chunhong          | 111 kg | Tatjana Matwejewa     | 110 kg |
| -69 kg    | Stoßen    | Oksana Sliwenko | 140 kg | Jean Elisabeth Lassen | 136 kg | Tatjana Matwejewa     | 135 kg |

- Slivenko verbesserte Liu Chunhongs Weltrekord im Reißen von 122 kg auf 123 kg.

### Klasse bis 75 kg
| Disziplin | Disziplin | Gold                   | Gold   | Silber                 | Silber | Bronze           | Bronze |
| --------- | --------- | ---------------------- | ------ | ---------------------- | ------ | ---------------- | ------ |
| -75 kg    | Zweikampf | Cao Lei                | 268 kg | Nadeschda Jewstjuchina | 267 kg | Sarema Kassajewa | 246 kg |
| -75 kg    | Reißen    | Nadeschda Jewstjuchina | 122 kg | Cao Lei                | 118 kg | Nahla Ramadan    | 115 kg |
| -75 kg    | Stoßen    | Cao Lei                | 150 kg | Nadeschda Jewstjuchina | 145 kg | Sarema Kassajewa | 136 kg |

### Klasse über 75 kg
| Disziplin | Disziplin | Gold            | Gold   | Silber          | Silber | Bronze       | Bronze |
| --------- | --------- | --------------- | ------ | --------------- | ------ | ------------ | ------ |
| 75+ kg    | Zweikampf | Jang Mi-ran     | 314 kg | Mu Shuangshuang | 314 kg | Olha Korobka | 284 kg |
| 75+ kg    | Reißen    | Mu Shuangshuang | 136 kg | Jang Mi-ran     | 135 kg | Olha Korobka | 127 kg |
| 75+ kg    | Stoßen    | Jang Mi-ran     | 179 kg | Mu Shuangshuang | 178 kg | Olha Korobka | 157 kg |

## Doping
Der Schwede Jim Gyllenhammar (+105 kg) wurde wegen Dopings disqualifiziert.